# Lori Cramer
Pour les articles homonymes, voir Cramer.
Pas d'image ? Cliquez ici

a Compétitions nationales et continentales officielles uniquement.

b Matchs officiels uniquement.
Dernière mise à jour le 26 octobre 2024.
Lori Cramer, née le 8 mars 1993 à Brisbane (Australie), est une joueuse internationale australienne de rugby à XV évoluant aux postes d'arrière et d'ailier. Licenciée à l'université du Queensland, elle joue avec les Queensland Reds.

## Biographie
Lori Cramer naît le 8 mars 1993 à Brisbane en Australie.
En 2022, elle joue pour les Waratahs de Sydney. Elle compte douze sélections en équipe d'Australie quand elle est retenue en septembre 2022 pour disputer la Coupe du monde en Nouvelle-Zélande.

## Palmarès

### En franchise
- Finaliste du Super Rugby Women's en 2018, 2019, 2021, 2022 et 2025.

### En équipe nationale
- Vainqueur du WXV 2 en 2024.